# Toba de Lava Creek

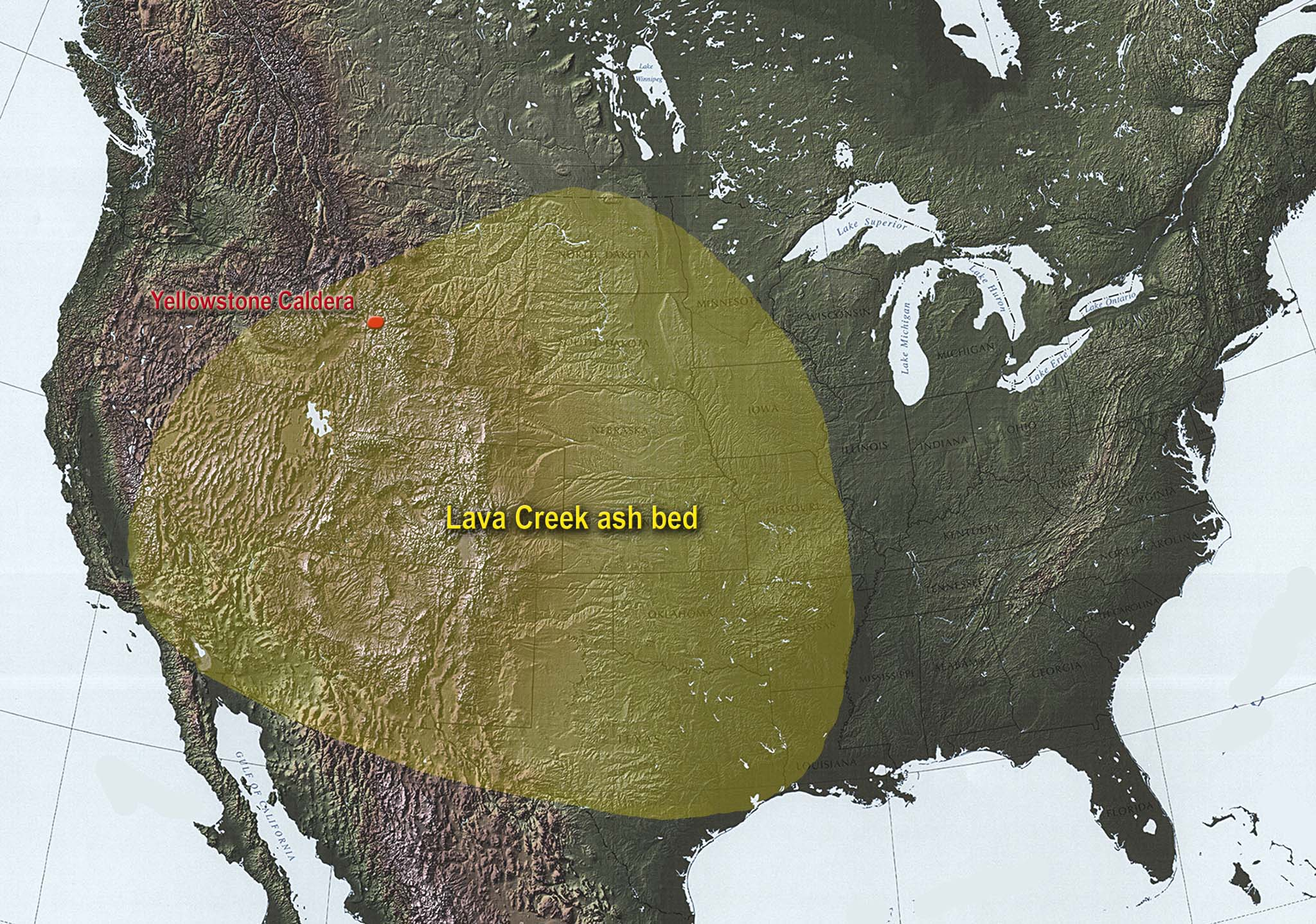
Extensión de los depósitos de la ceniza de Lava Creek.

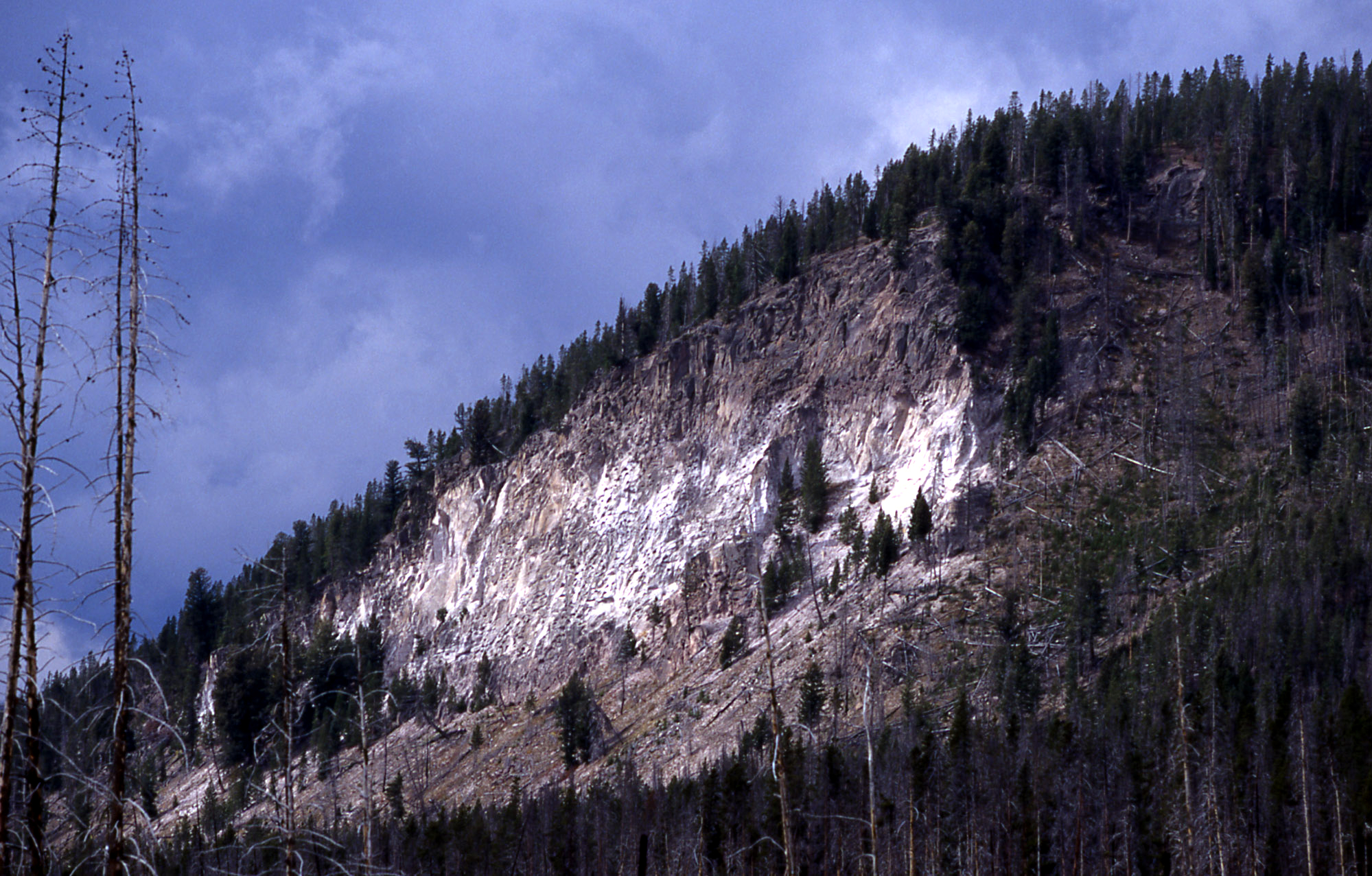
Tuff CLiff, un acantilado donde se puede ver la formación de la toba de Lava Creek.

La toba de Lava Creek (en inglés: Lava Creek Tuff) es una formación de toba volcánica en Wyoming creada por la erupción de Lava Creek que se produjo hace 640.000 años. Esta erupción formó la caldera de Yellowstone que se encuentra parcialmente en el Parque nacional de Yellowstone, Wyoming.
La toba de Lava Creek se distribuye en un patrón radial alrededor de la caldera y está formada por 1000 km³  de ignimbritas.
La toba quedó expuesto por la erosión en Tuff CLiff, un acantilado a lo largo del río Gibbon. El color de la toba de Lava Creek varía de gris claro a rojo pálido en algunos lugares. La textura varía también, desde un grano fino hasta textura afanítica y está densamente soldada. El espesor máximo de la capa de toba es de aproximadamente 180 a 200 m.